# Philodromus dilutus
Philodromus dilutus este o specie de păianjeni din genul Philodromus, familia Philodromidae, descrisă de Thorell, 1875. Conform Catalogue of Life specia Philodromus dilutus nu are subspecii cunoscute.